# Fissidens lautokensis
Fissidens lautokensis är en bladmossart som beskrevs av Hugh Neville Dixon 1930. Fissidens lautokensis ingår i släktet fickmossor, och familjen Fissidentaceae. Inga underarter finns listade i Catalogue of Life.